# Glenridding
Glenridding – wieś w Anglii, w Kumbrii. Leży 40 km na południe od miasta Carlisle i 386 km na północny zachód od Londynu.